# Chloephaga poliocephala
Chloephaga poliocephala е вид птица от семейство Патицови (Anatidae).

## Разпространение
Видът е разпространен в Аржентина и Чили.